# 東戸倉
東戸倉（ひがしとくら）は、東京都国分寺市の町名。現行行政地名は東戸倉一丁目及び東戸倉二丁目。郵便番号は185-0002。

## 地理
国分寺市の北部に位置する。北東は小平市上水本町、南東は東恋ヶ窪、南は西恋ヶ窪、南西は戸倉、北西は並木町及び北町に隣接する。町内は閑静な住宅街である。

### 地価
住宅地の地価は2014年（平成26年）1月1日に公表された公示地価によれば東戸倉2丁目5番20の地点で25万7000円/m2となっている。

## 世帯数と人口
2017年（平成29年）12月1日現在の世帯数と人口は以下の通りである。
| 丁目         | 世帯数    | 人口    |
| ------------ | --------- | ------- |
| 東戸倉一丁目 | 745世帯   | 1,642人 |
| 東戸倉二丁目 | 971世帯   | 2,028人 |
| 計           | 1,716世帯 | 3,670人 |

## 小・中学校の学区
市立小・中学校に通う場合、学区は以下の通りとなる。
| 丁目         | 番地     | 小学校               | 中学校               | 備考                                                                 |
| ------------ | -------- | -------------------- | -------------------- | -------------------------------------------------------------------- |
| 東戸倉一丁目 | 1〜5番地 | 国分寺市立第三小学校 | 国分寺市立第一中学校 |                                                                      |
| 東戸倉一丁目 | その他   | 国分寺市立第六小学校 | 国分寺市立第一中学校 | 以下の学校と選択可能。 ・国分寺市立第九小学校 ・国分寺市立第五中学校 |
| 東戸倉二丁目 | 全域     | 国分寺市立第六小学校 | 国分寺市立第一中学校 | 以下の学校と選択可能。 ・国分寺市立第九小学校 ・国分寺市立第五中学校 |

## 交通

### 鉄道
- 西武鉄道
  - 西武国分寺線恋ヶ窪駅 - 駅敷地の一部が含まれるが、出入口は町内にない。

### 道路
- 東京都道7号杉並あきる野線（五日市街道）
- 東京都道17号所沢府中線（府中街道）
- 東京都道134号恋ヶ窪新田三鷹線（連雀通り）
- 東京都道222号国立停車場恋ヶ窪線

## 施設
- 国分寺市立第一中学校
- 窪東公園